# Habronattus tlaxcalanus
Habronattus tlaxcalanus är en spindelart som beskrevs av Griswold 1987. Habronattus tlaxcalanus ingår i släktet Habronattus och familjen hoppspindlar. Inga underarter finns listade i Catalogue of Life.